# Caryl Lincoln
Pour l’article homonyme, voir Lincoln.
Caryl Lincoln, née le 16 novembre 1903 à Oakland (Californie) et morte le 20 février 1983 à Woodland Hills (Los Angeles, Californie), est une actrice de cinéma américaine pendant la période du cinéma muet et celle du parlant. 
En effet, titrée une des WAMPAS Baby Stars de la saison 1929, sa carrière cinématographique irrégulière s'étend de 1929 à 1964 avec un rôle remarqué en 1951 dans Love Nest et un dernier rôle dans Pas de printemps pour Marnie du réalisateur Alfred Hitchcock en 1964, malheureusement, non crédité.

## Biographie
Née en 1903 à Oakland en Californie, Caryl Lincoln commence sa carrière avec un premier rôle muet dans Slippery Silks en 1927. Talentueuse et jolie, elle enchaîné dix films en 1927 et 1928. En 1929, elle est dotée du titre de la WAMPAS qui célèbre annuellement les treize meilleurs espoirs féminins.
En 1930, elle donne la réplique à la vedette Bob Steele dans The Land of Missing Men qui lui ouvre le chemin de plusieurs premiers rôles de femmes d’héroïnes dans des films de comédies dramatiques et des westerns. En 1933, elle incarne ainsi de manière répétée des premiers rôles de femmes dont une de ses meilleures interprétations dans War on the Range aux côtés de Tom Tyler.
Sa carrière, en 1934, ralentit alors que son dernier rôle crédité est la même année, celui dans Charlie Chan's Courage. Caryl est une amie de Ruby Stevens alias Barbara Stanwyck - la légende Hollywoodienne - qui lui fait rencontrer son frère Byron Stevens.
Ils se marièrent en 1934, auront un fils Brian. À cette époque, se consacrant plus à sa famille et à son enfant, sa carrière marqua un recul significatif puisqu'entre 1934 et 1964, elle ne fit que quelques films de comédies et de comédies dramatiques dont malheureusement certains ne lui seront pas crédités.
Son mari décède en 1964 mais elle ne se remariera jamais. Elle décède en février 1983 à Woodland Hills de Los Angeles en Californie.

## Filmographie partielle

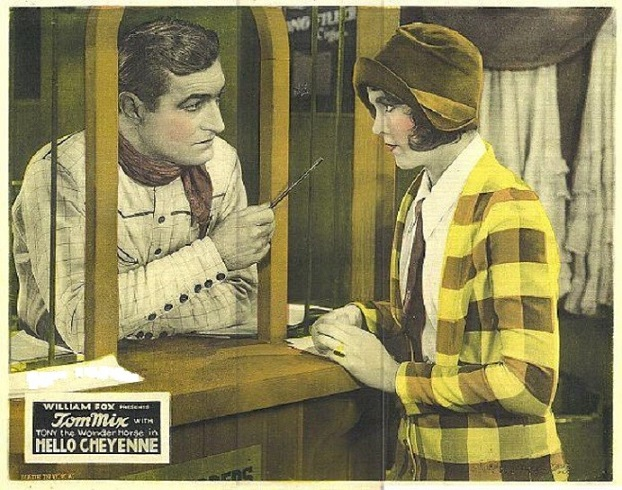
Caryl Lincoln dans Hello Cheyenne en 1928.

- 1927 : Slippery Silks de Preston Black
- 1927 : Wolf Fangs de Lewis Seiler
- 1928 : Hello Cheyenne d'Eugene Forde
- 1928 : Wild West Romance de R.L. Hough
- 1928 : Une fille dans chaque port (A Girl in Every Port) de Howard Hawks
- 1930 : The Land of Missing Men de John P. McCarthy
- 1931 : Quick Trigger Lee de J. P. McGowan
- 1931 : The Cyclone Kid de J. P. McGowan
- 1932 : Thrill of Youth de Richard Thorpe
- 1932 : Okay, America! de Tay Garnett
- 1932 : The Man from New Mexico de J. P. McGowan
- 1932 : The Lost Special de Tay Garnett
- 1933 : War on the range de Burton L. King
- 1934 : Charlie Chan's Courage d'Eugene Forde et George Hadden
- 1934 : The Merry Widow d'Ernst Lubitsch film noir & blanc
- 1950 : Cheaper by the Dozen, de Walter Lang film couleur
- 1951 : Love Nest, de Joseph M. Newman film couleur, comédie
- 1961 : Flower Drum Song, de Henry Koster film couleur, comédie musicale
- 1962 : All Fall Down, de John Frankenheimer film couleur, Drame
- 1964 : Pas de printemps pour Marnie, d'Alfred Hitchcock, film couleur, drame, non crédité